# Geierlay
Die Hängeseilbrücke Geierlay (offizieller Name), oder kurz Geierlay, ist eine Fußgängerseilbrücke in Rheinland-Pfalz. Sie liegt im Hunsrück und überquert das Mörsdorfer Bachtal zwischen den Ortsgemeinden Mörsdorf (Rhein-Hunsrück-Kreis) und Sosberg (Landkreis Cochem-Zell). Mit 360 Metern Länge war sie bis 2017 die längste Hängeseilbrücke Deutschlands, danach ging dieser Rang an die Titan RT in Sachsen-Anhalt, die im Harz an der Rappbode-Talsperre liegt.

## Geschichte
Die Idee einer Hängebrücke entstand 2006 in Mörsdorf anlässlich der Planungen einer Dorferneuerung, wurde aber zunächst als nicht realisierbar verworfen. Drei Bürger der Gemeinde, darunter der spätere Ortsbürgermeister, griffen die Idee 2010 erneut auf und trieben die Entwicklung voran. Im selben Jahr beschloss der Gemeinderat die Umsetzung. Ende Mai 2015 wurde mit dem Bau begonnen, die Eröffnung fand planmäßig am 3. Oktober 2015 statt.

## Vorbild
Die Brücke wurde nach nepalesischem Vorbild konstruiert, was auch bei der Triftbrücke in den Urner Alpen (Schweiz) der Fall ist. Machbarkeitsstudie, touristisches Konzept, Projektkoordination und Bauleitung erfolgten durch das in Boppard ansässige Büro für Städtebau und Umweltplanung Stadt-Land-plus. Planung, Statik und Ausführung der Brücke selbst wurde von Schweizer Firmen aus Chur geleistet.

## Technik
Die Brücke hat eine Gesamtlänge von 360 m und gehört zu den längsten Hängeseilbrücken Europas. Die maximale Höhe über dem Boden beträgt knapp 100 m. Das Eigengewicht liegt bei 62 Tonnen.
Die tragende Konstruktion besteht aus vier unteren, geschlossenen Spiralseilen mit einem Durchmesser von 40 mm sowie zwei oben verlaufenden offenen Spiralseilen, die zusätzlich als Handlauf dienen und 32 mm stark sind. Die Verankerungen der Tragseile wurden je Widerlager mit sechs Dywidag-Ankerstangen von 63 mm Durchmesser realisiert, die bis zu 25 m tief in den Fels einzementiert wurden.
Schräg unterhalb der unteren Lastseile verlaufen zwei parabolisch montierte Windlastseile, die bei einer Vorspannung von 100 kN mit 9 m tiefen Geoflex-Ankern im Fels montiert sind. „Flex-Köpfe“ von Seilankern haben im Gegensatz zu starren Stabankern einen Spielraum von bis zu ±30° zur Bohrachse, damit können die vom Wind übertragenen Biegekräfte besser ausgeglichen werden. An diesen Seilen ist die Brücke schräg abwärts abgespannt, wodurch sie seitlich stabilisiert wird, damit sie sich bei starken Winden nicht überschlägt und generell ein gedämpftes Schwingungsverhalten zeigt.
Die Brücke trägt maximal eine Last von 50 Tonnen, was in etwa 600 Personen bei einem angenommenen Durchschnittsgewicht von 80 kg entspricht. Die eigentliche Seilbrücke wurde nach Fertigstellung der Widerlager innerhalb von vier Wochen im September 2015 erbaut.
Die jeweils vier im Abstand von 10 mm nebeneinandergelegten Holzplanken des Gehwegs (0,85 m Breite, 6 cm Stärke) bestehen aus druckimprägniertem Douglasienholz, das in Deutschland als Bauholz für tragende Konstruktionen zulässig ist, und wurden längs auf den im Abstand von 1,49 m montierten Stahl-T-Träger verschraubt. Die Stahlkonstruktion aus Stahl S355 wurde im Auftrag von Crestageo vom Stahlbauunternehmen Mair Wilfried in St. Lorenzen (Südtirol) vorgefertigt und montagefertig nach Mörsdorf geliefert. Der Abstand der Geländerseile zueinander lässt auf Schulterhöhe einen begehbaren Platz von 1,40 m zu. Daher ist die Brücke ausschließlich für Fußgänger nutzbar, Fahrräder müssen geschoben werden.

Technische Details der Brücke
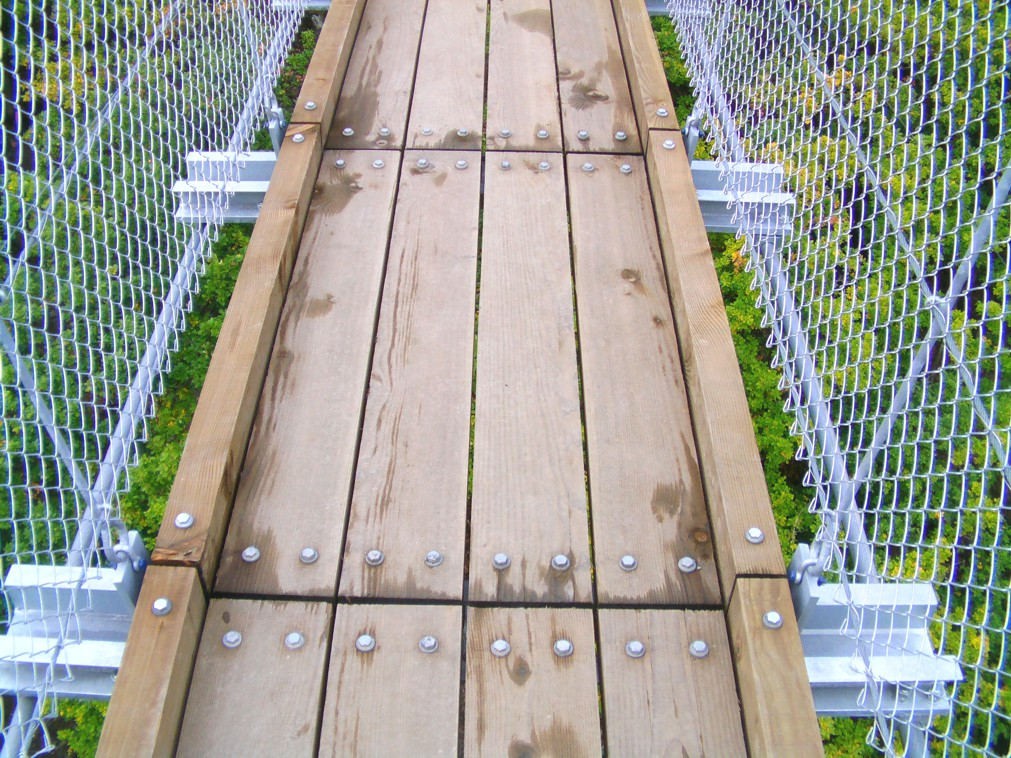
Holzplanken des Gehwegs
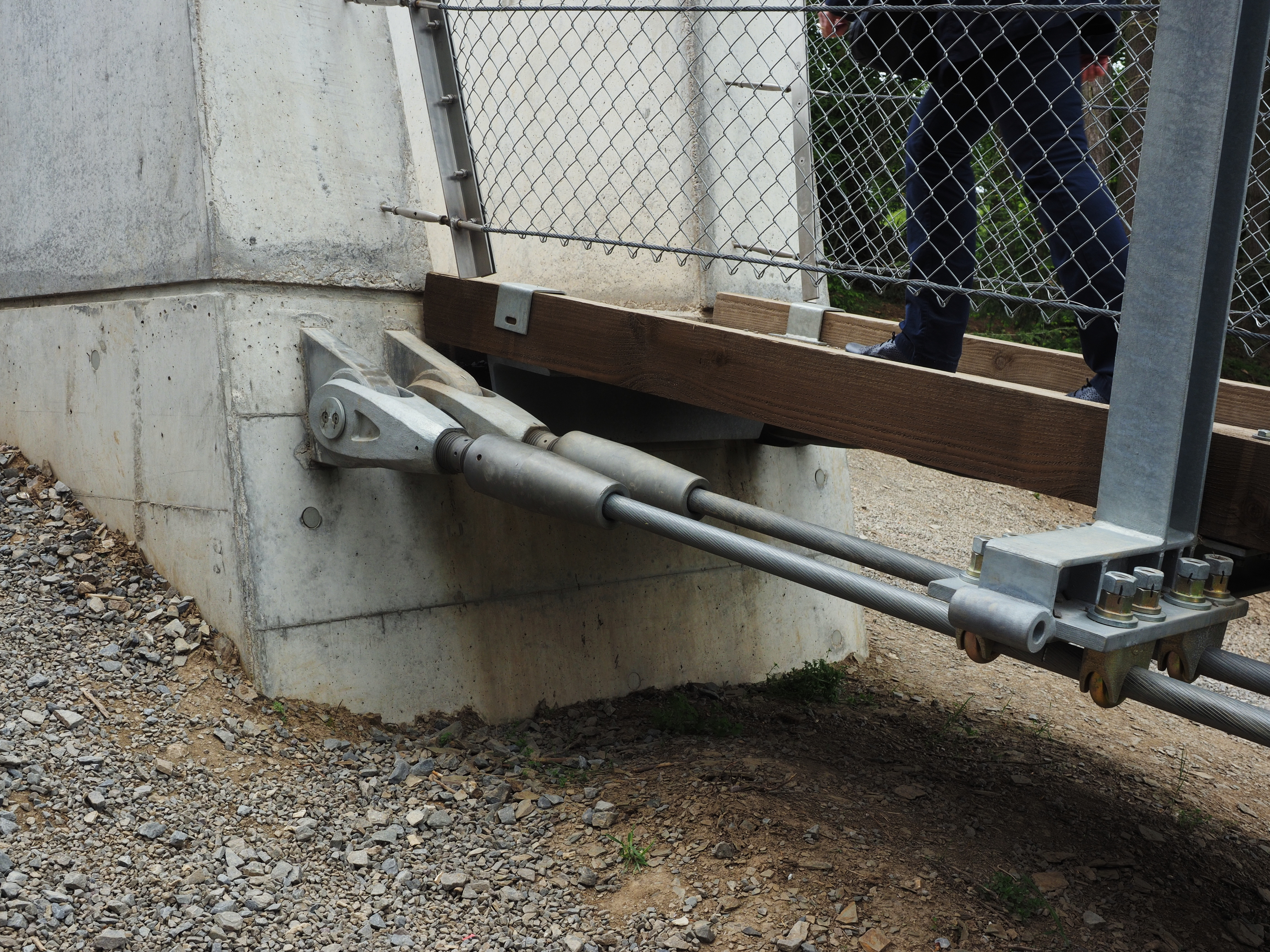
Bolzen der unteren Tragseile am Widerlager
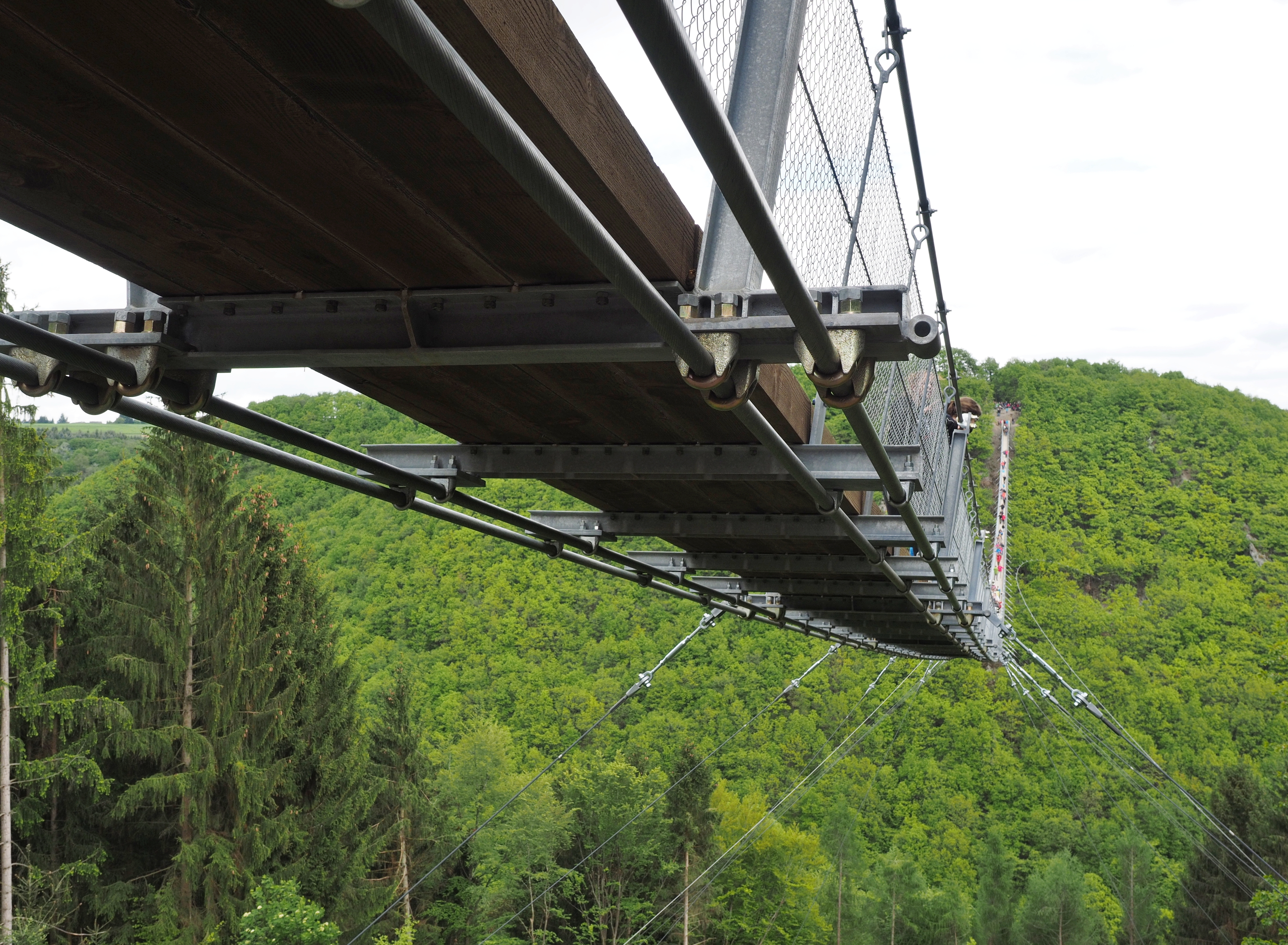
T-Träger als Stützen der Holzplanken
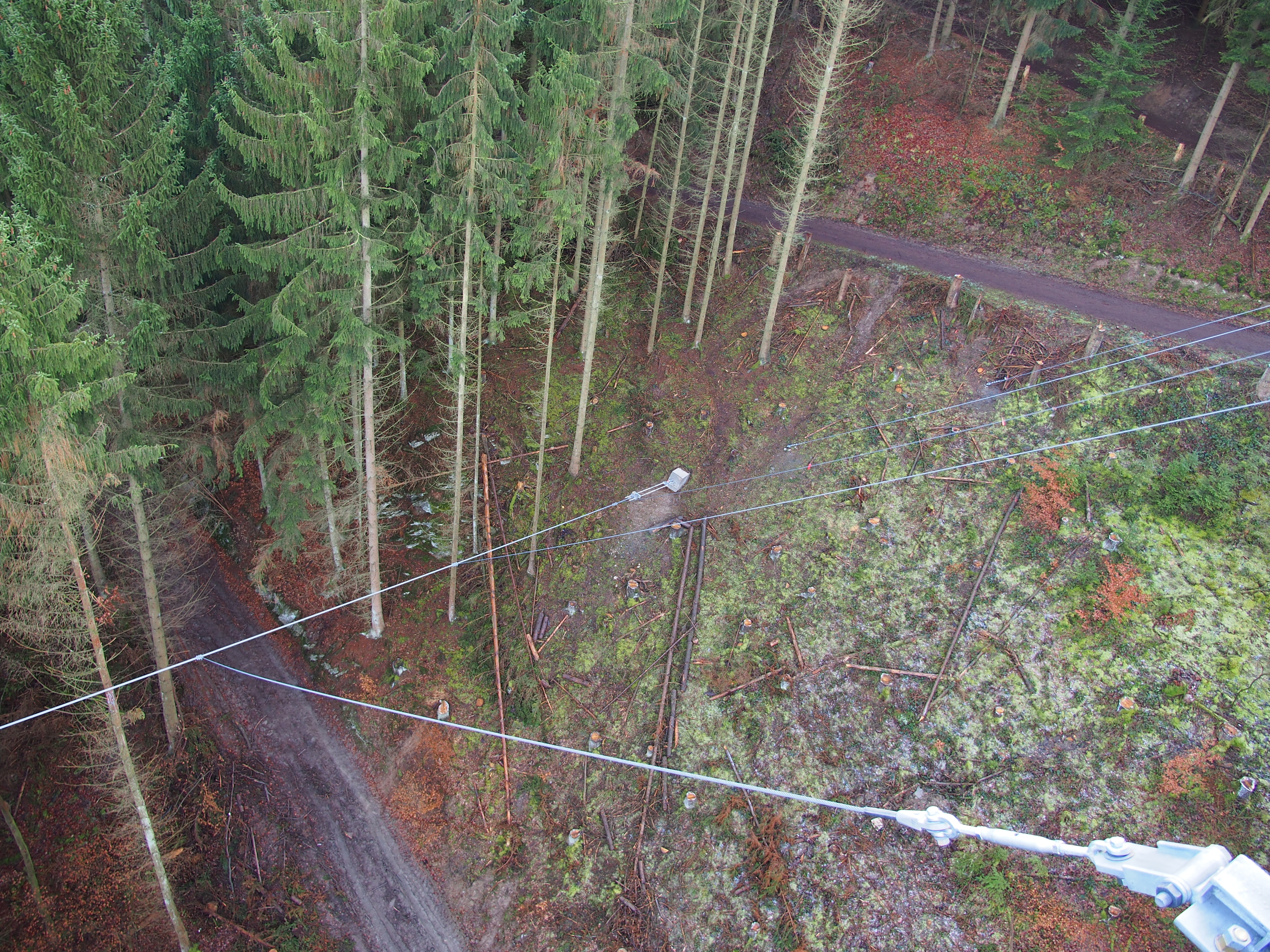
Verankerung der Windlastseile

## Touristisches Konzept
Der Name der Brücke ist dem Flurnamen der Gemarkung entnommen, auf der sich die Brücke befindet: Ein Felsabhang mit Namen Geierslay, der diesen Namen vermutlich bekam, weil in der Nähe des Felsens (siehe auch Ley) zahlreiche Greifvögel leben. Eine Falknerei erinnert an diese historische Gegebenheit. Das Wort „Geier“, stammend von dem mittelhochdeutschen „gir“ als Substantiv von „gierig“, ist noch heute eine Trivialbezeichnung für mehrere Arten von Greifvögeln. Der Name Geierlay (ohne s) wurde in einem öffentlichen Namenswettbewerb ermittelt.

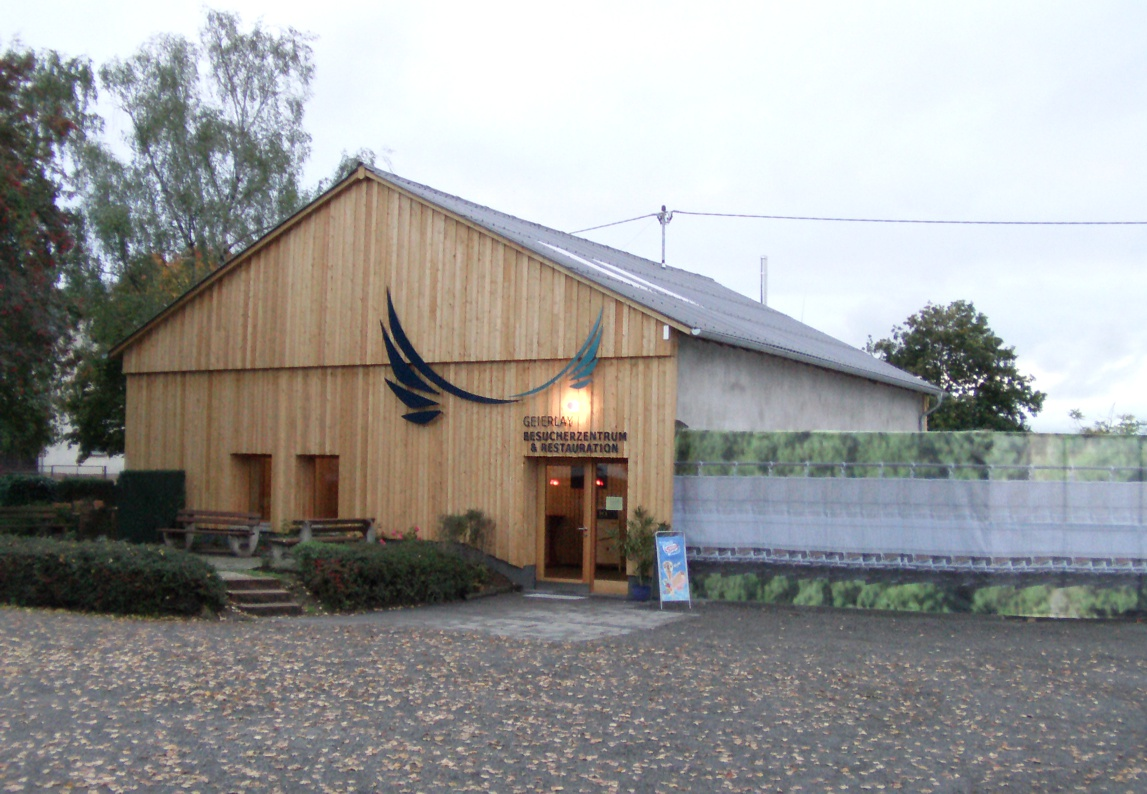
Besucherzentrum in Mörsdorf

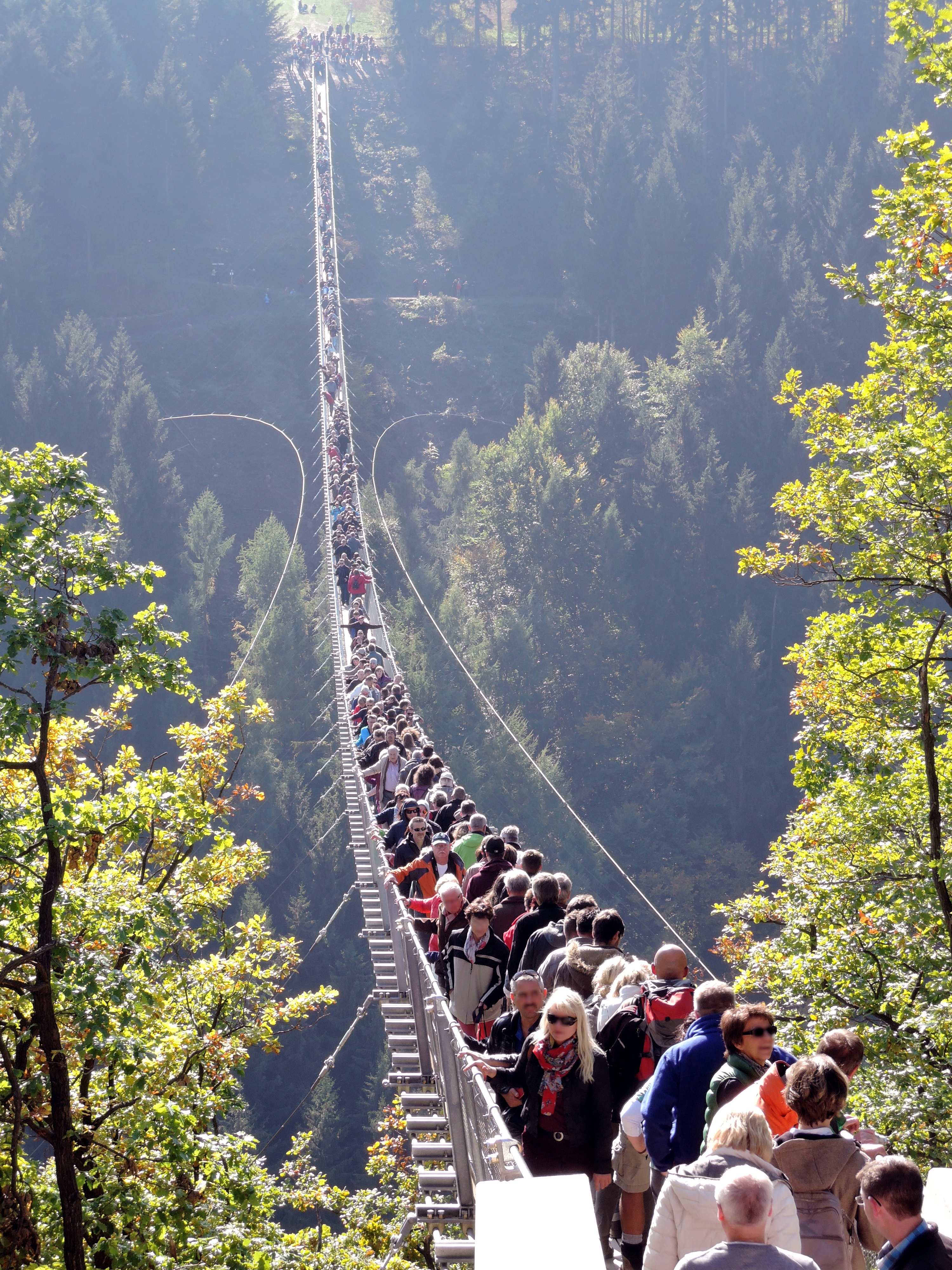
Starker Besuch bei gutem Wetter eine Woche nach der Einweihung.

Zu dem Gesamtkonzept der Geierlay gehört ein Besucherzentrum mit großem kostenpflichtigen Parkplatz in Mörsdorf, auch für Reisebusse. Das Zentrum wird in regelmäßigem Takt von Bussen nach und von Kastellaun und Treis-Karden angefahren, von wo aus Zugverbindungen der Moselstrecke erreicht werden. Im Besucherzentrum befindet sich ein Bistro. Die Brücke selbst ist ausschließlich zu Fuß oder mit dem Rad über 1,8 km gut befestigten Weg zu erreichen.
Die Brücke kreuzt den Saar-Hunsrück-Steig zwischen Etappe 19 und Etappe 20 und ist Bestandteil der beiden Geierlay-Rundwege:
- Die „große“ Geierlayschleife führt auf einem rund 5,5 km langen Rundweg vom Besucherzentrum Mörsdorf über die Hängeseilbrücke und auf einem Teilabschnitt des Saar-Hunsrück-Steigs unter der Hängeseilbrücke hindurch wieder zurück nach Mörsdorf.
- Die „kleine“ Geierlayschleife mit etwa 3,6 km Länge folgt vom Brückenkopf Mörsdorf der Abkürzung über einen Wiesenweg und durch ein kleines Waldstück wieder zurück zum Besucherzentrum.

Die Machbarkeitsstudie von 2010 ging von bis zu 170.000 Gästen jährlich auf der Brücke und bis zu 50.000 zusätzlichen Übernachtungen aus. Auch wurde mit zusätzlichen Einnahmen des örtlichen Tourismus in Höhe von 2,5 Millionen Euro gerechnet.
Kritik kam auch vom rheinland-pfälzischen Rechnungshof: Das Ziel einer nachhaltigen Steigerung des Tourismus würde durch die Einrichtung der Hängeseilbrücke nicht erreicht.
Die Brücke kann kostenlos begangen werden und ist ganzjährig geöffnet, außer bei Sturm und Gewitter. In den ersten vier Wochen nach der Eröffnung wurde sie von rund 45.000 Menschen besucht. Am 30. Dezember 2015 wurde offiziell der einhunderttausendste Besucher begrüßt und nach einem Jahr wurden mittels Kameraauswertung bereits über 370.000 Besucher gezählt, von denen etwa 20 Prozent die Geierlay lediglich anschauen, ohne sie zu betreten.

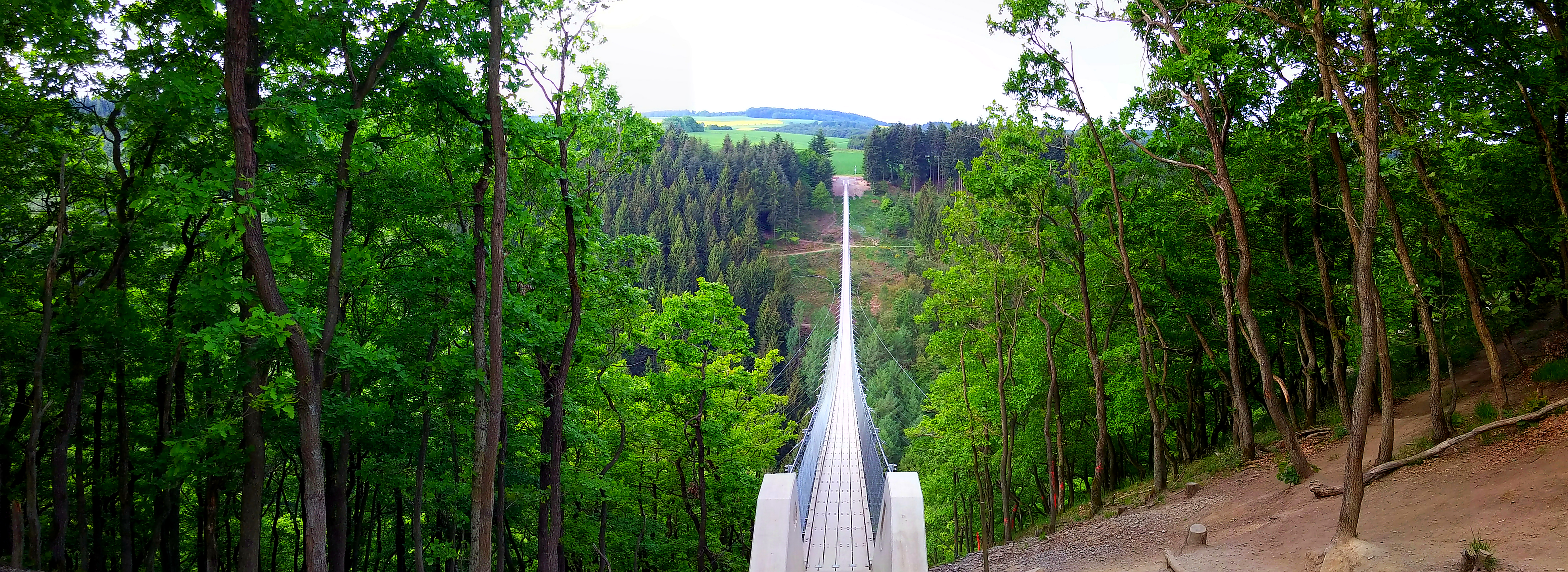
Zugang zur Hängeseilbrücke von Mörsdorf her
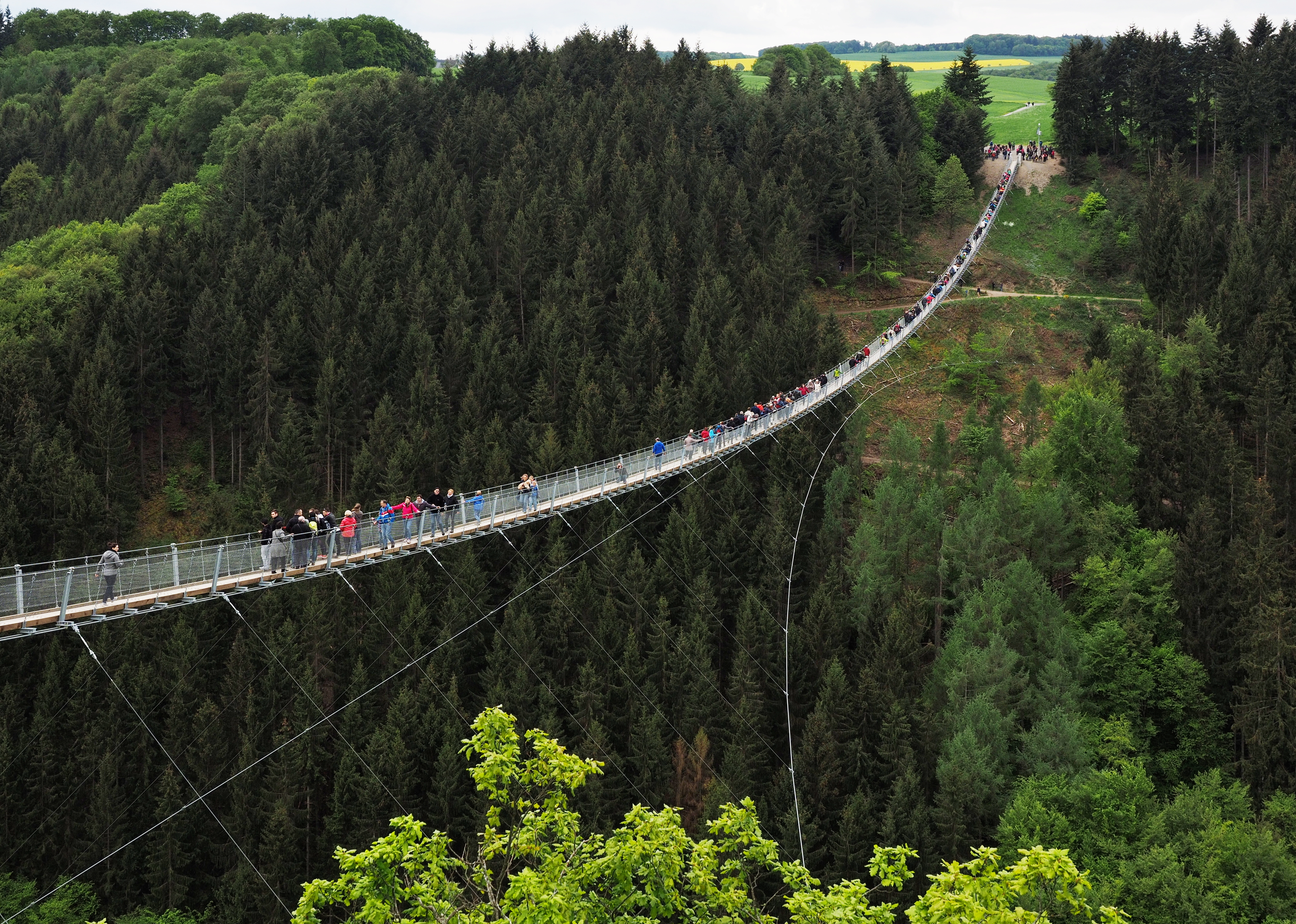
Von Nordosten gesehen
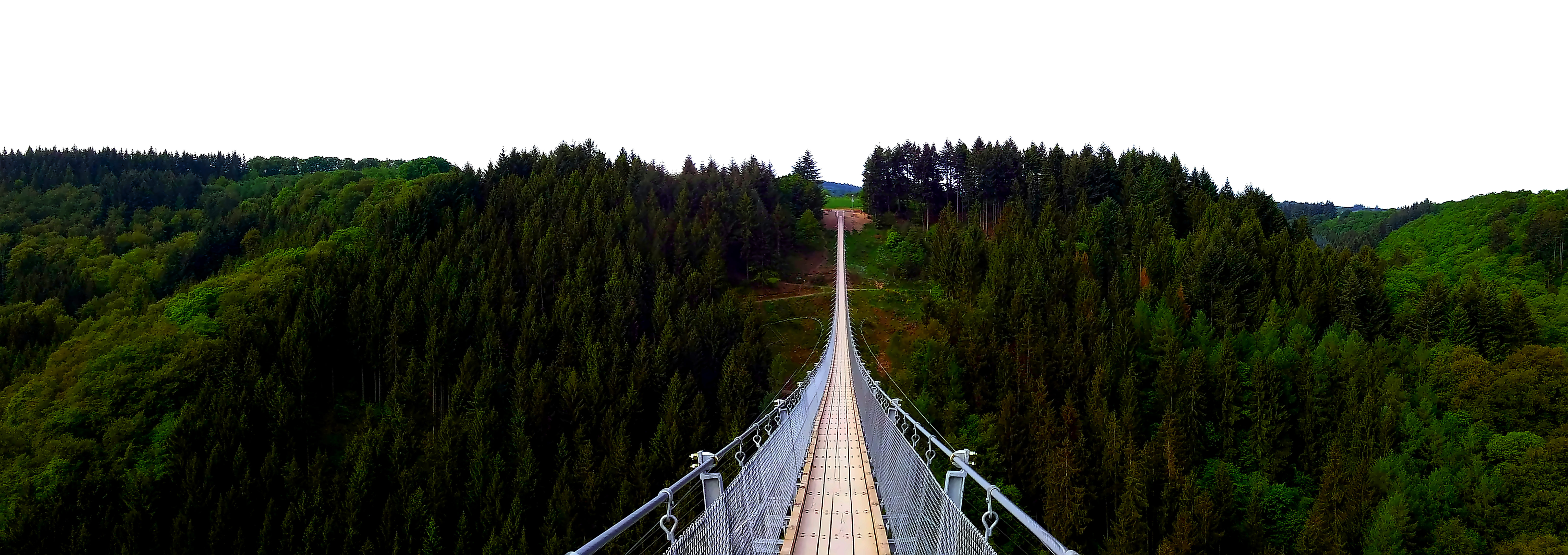
Blickrichtung Sosberg
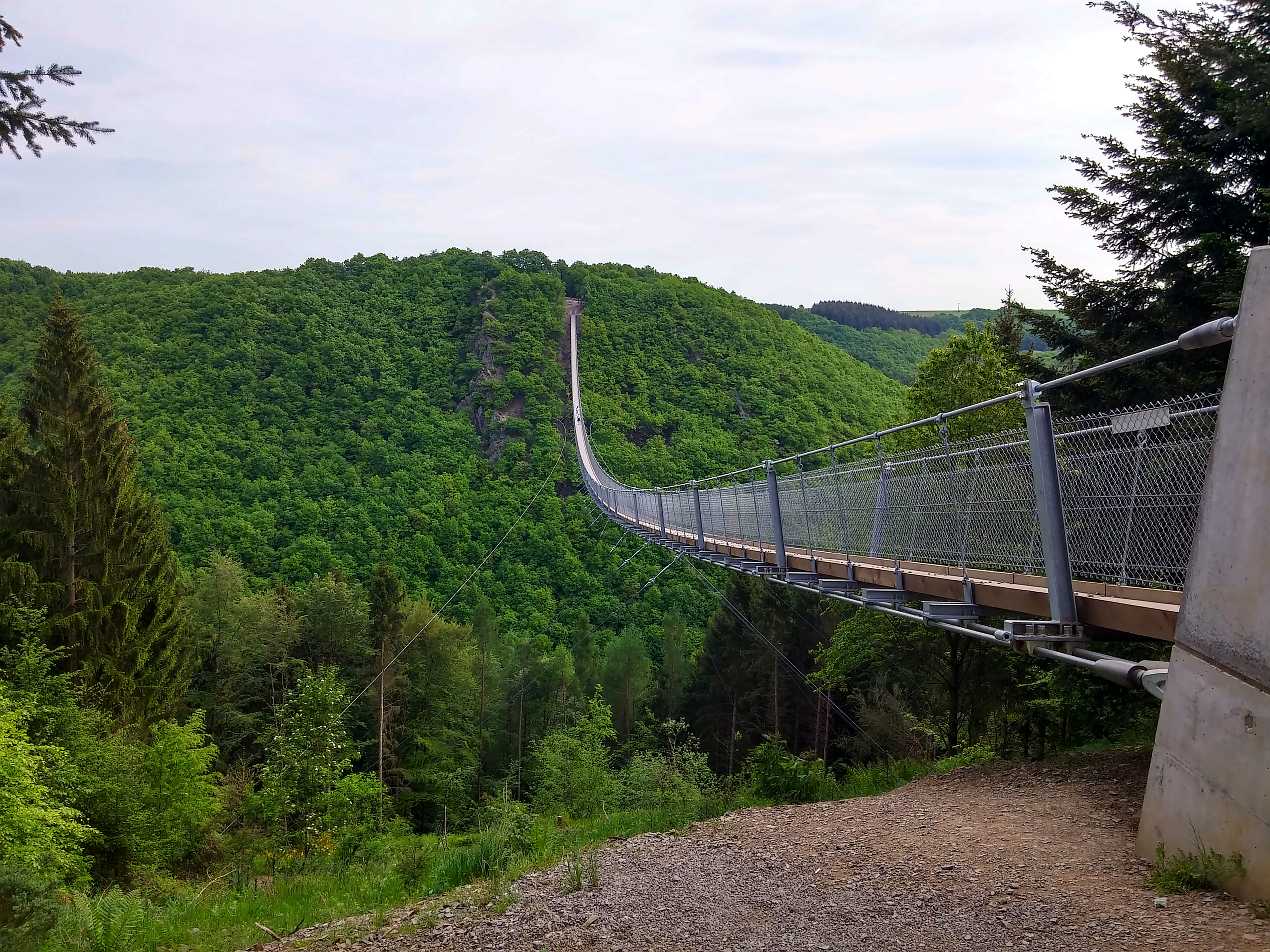
Sosberger Seite

## Finanzierung
Das Brückenprojekt hat ein Gesamtvolumen von 1,14 Millionen Euro. Es wurde hauptsächlich durch Gelder aus dem LEADER-Förderprogramm der Europäischen Union (460.000 Euro) und dem Land Rheinland-Pfalz (240.000 Euro) finanziert. Mit 100.000 Euro beteiligten sich umliegende Gemeinden, u. a. die Stadt Kastellaun. Die verbleibenden Kosten von 350.000 Euro trägt die Ortsgemeinde Mörsdorf. Die jährlichen Unterhaltskosten liegen bei rund 14.000 Euro. Nach Bürgermeister Marcus Kirchhoff ermöglichten Einnahmen aus der Windkraftnutzung in Mörsdorf, diese Kosten zu refinanzieren.

## Schließung während der Covid-19-Pandemie
Während der Covid-19-Pandemie wurde der Besuch der Brücke zunächst von Sicherheitskräften gelenkt. So durfte die Anlage in alternierenden Abständen nur in die eine und danach in die andere Richtung beschritten werden. Hierbei kam es oft zu langen Wartezeiten an den Brückenköpfen. Am 29. März 2021 erging eine behördliche Anordnung, diese Freizeiteinrichtung für den Besucherverkehr zu sperren. Dem vorausgegangen waren zahlreiche Verstöße der Besucher gegen die rheinland-pfälzischen Bestimmungen zur Bekämpfung der Corona-Pandemie sowie entsprechende mediale Diskussionen über das Für und Wider der Schließung.
Seit dem 10. Juli 2021 war die Brücke eingeschränkt geöffnet. Sie war von 10 bis 18 Uhr begehbar, jedoch nur in einer Richtung und vorübergehend kostenpflichtig (5 €).